# Duhovni spjev
Duhovni spjev (španjolski: Cántico Espiritual) jedno je od pjesničkih djela španjolskog mističnog pjesnika svetog Ivana od Križa.
Redovnici karmelićani koji su bili protiv reformi svetog Ivana od Križa, uhitili su ga i zatvorili u karmelićanskom samostanu u Toledu 1577. Devet mjeseci bio je zatvoren, u lošim uvjetima koji su mu uzrokovali mnogo patnje. Napamet je naučio, u nedostatku sredstava da ih zapiše, verziju pjesme od trideset i jedne strofe. Nekoliko godina kasnije, nakon 1582., napisao je posljednje strofe u Baezi i Granadi, posljednjih pet nakon razgovora s časnom sestrom Franciscom de la Madre de Dios.
Ana de Jesús zamolila ga je da napiše komentar na ovu pjesmu, što je i učinio 1584. Upravo je Ana de Jesús nakon protjerivanja iz Španjolske ponijela pjesmu sa sobom, koja je konačno objavljena u Parizu 1622., ali u francuskom prijevodu sa španjolskog (nije objavljena u prvoj španjolskoj zbirci Ivanovih djela iz 1618.). Godine 1627. objavljena je u izvorniku na španjolskom u Bruxellesu, a iste godine objavljena je i na talijanskom u Rimu. U Španjolskoj je pjesma prvi put objavljena u madridskom izdanju Ivanovih djela iz 1630.

## Sadržaj
U Duhovnom spjevu, Ivan pokušava objasniti mistični proces koji prati dušu dok ne postigne sjedinjenje s Bogom. Kako bi to postigao, koristi alegoriju: potragu za mužem (Kristom) od strane žene (ljudske duše). Žena se osjeća ranjenom ljubavlju, što je navodi na početak potrage za Voljenim (špa. el Amado); duša ga posvuda traži u očaju dok se konačno ne sretnu u samoći vrta (Raja).
U odnosu na „stvarnosti i iskustva ovoga svijeta”, Ivan uči da je sva dobrota prisutna u „njima prisutna u Bogu eminentno i beskonačno, ili točnije, u svakoj od ovih uzvišenih stvarnosti je Bog”.

## Verzije
Postoje dvije redakcije Duhovnoga spjeva. Ranija verzija od trideset devet strofa općenito se naziva Pjesma A i izvedena je iz Rukopisa iz Sanlúcara. Kasnija verzija, koja sadrži četrdeset strofa, općenito se naziva Pjesma B i izvedena je iz Rukopisa iz Jaéna.
Jedna rasprava u 20. stoljeću odnosila se na to je li Pjesma B Ivanovo vlastito djelo ili djelo nekog drugog autora. Međutim, novija djela o Ivanu bila su spremna prihvatiti autentičnost Pjesme B.